# Futbol Club Barcelona 1991-1992
Questa voce raccoglie le informazioni riguardanti il Futbol Club Barcelona nelle competizioni ufficiali della stagione 1991-1992.

## Maglie e sponsor
| Casa | Trasferta | Portiere |

## Rosa
| N. |                   | Ruolo | Calciatore                 |
| -- | ----------------- | ----- | -------------------------- |
|    | Spagna (bandiera) | P     | Andoni Zubizarreta         |
|    | Spagna (bandiera) | D     | Albert Ferrer              |
|    | Spagna (bandiera) | D     | Miquel Soler               |
|    | Spagna (bandiera) | C     | Josep Guardiola            |
|    | Spagna (bandiera) | C     | Guillermo Amor             |
|    | Spagna (bandiera) | D     | Miguel Ángel Nadal         |
|    | Spagna (bandiera) | D     | José Ramón Alexanko        |
|    | Spagna (bandiera) | D     | Cristóbal Parralo Aguilera |
|    | Spagna (bandiera) | C     | José Mari Bakero           |
|    | Spagna (bandiera) | A     | Txiki Begiristain          |
|    | Spagna (bandiera) | C     | Eusebio Sacristán          |
|    | Spagna (bandiera) | A     | Julio Salinas              |

| N. |                        | Ruolo | Calciatore            |
| -- | ---------------------- | ----- | --------------------- |
|    | Spagna (bandiera)      | D     | Jon Andoni Goikoetxea |
|    | Spagna (bandiera)      | D     | Juan Carlos Rodríguez |
|    | Spagna (bandiera)      | D     | Fernando Muñoz        |
|    | Spagna (bandiera)      | D     | Ricardo Serna         |
|    | Spagna (bandiera)      | A     | Pablo Maqueda         |
|    | Spagna (bandiera)      | D     | Lluís Carreras        |
|    | Spagna (bandiera)      | P     | Jesús Angoy           |
|    | Paesi Bassi (bandiera) | D     | Ronald Koeman         |
|    | Paesi Bassi (bandiera) | C     | Richard Witschge      |
|    | Danimarca (bandiera)   | A     | Michael Laudrup       |
|    | Bulgaria (bandiera)    | A     | Hristo Stoichkov      |
|    | Spagna (bandiera)      | P     | Carles Busquets       |